# 黎牙實比機場
黎牙實比機場（IATA代碼：LGP，ICAO代碼：RPLP），是一座位於菲律賓 呂宋島上阿爾拜省 黎牙實比市的機場。主要服務於菲律賓國內線。目前機場已關閉，被新的比科爾國際機場取代。

## 航空公司與目的地

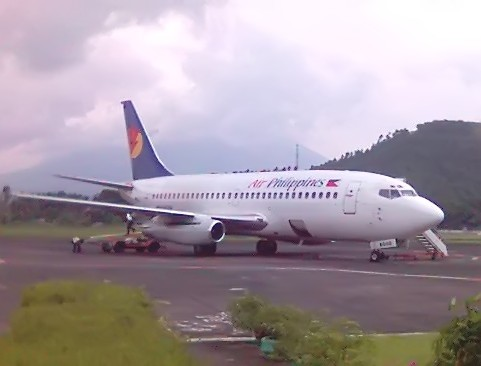
某菲律賓的航空公司之B737在黎牙實比機場

### 菲律賓國內線
| 航空公司                            | 目的地 |
| ----------------------------------- | ------ |
| 菲律賓航空 （由菲航快線營運）（2P） | 馬尼拉 |
| 宿霧太平洋航空（5J）                | 馬尼拉 |
| 宿翱航空（DG）                      | 宿霧   |